# ISO 3166-2:CX
ISO 3166-2:CX — стандарт Международной организации по стандартизации, который определяет геокоды. Является подмножеством стандарта ISO 3166-2, относящимся к Острову Рождества. Стандарт охватывает Остров Рождества как внешнюю территорию Австралии. Геокод состоит из: кода Alpha2 по стандарту ISO 3166-1 для Острова Рождества — CX. Геокод являются подмножеством кода домена верхнего уровня — CX, присвоенного Острову Рождества в соответствии со стандартами ISO 3166-1.

## Геокоды Острова Рождества
| Название         | Alpha2 | Alpha3 | цифровой | Геокод по ISO 3166-2 | Статус             |
| ---------------- | ------ | ------ | -------- | -------------------- | ------------------ |
| Остров Рождества | CX     | CXR    | 162      | не присвоен          | внешняя территория |

## Геокоды пограничных Острову Рождества государств
- Индонезия — ISO 3166-2:ID (на севере (морская граница)).